# ساحة الواثق
ساحة الواثق هي فلكة مرورية في محلة 902 حي الوحدة (حي العلوية) في ناحية الكرادة الشرقية وسط مدينة بغداد، محيط ساحة الواثق منطقة تجارية.